# Rugvica
Rugvica är en kommun och ort i Kroatien. Kommunen har 7 846 (2011) varav 725 invånare bor i tätorten. 
Rugvica ligger i Zagrebs län och är beläget vid Sava, sydöst om huvudstaden Zagreb.

## Orter i kommunen
Till kommunen hör följande 23 samhällen. Siffrorna på antalet invånare är från folkräkningen 2011:
| Samhälle          | Antal invånare |
| ----------------- | -------------- |
| Čista Mlaka       | 588            |
| Črnec Dugoselski  | 190            |
| Črnec Rugvički    | 95             |
| Donja Greda       | 117            |
| Dragošička        | 386            |
| Hrušćica          | 169            |
| Jalševec Nartski  | 525            |
| Ježevo            | 432            |
| Nart Savski       | 238            |
| Novaki Nartski    | 68             |
| Novaki Oborovski  | 300            |
| Obedišće Ježevsko | 121            |
| Oborovo           | 655            |
| Okunšćak          | 516            |
| Otok Nartski      | 199            |
| Otok Svibovski    | 271            |
| Preseka Oborovska | 150            |
| Prevlaka          | 97             |
| Rugvica           | 725            |
| Sop               | 401            |
| Struga Nartska    | 547            |
| Svibnje           | 493            |
| Trstenik Nartski  | 557            |

## Kommunikationer
I kommunen finns på- och avfarter till motorvägen A3.

## Näringsliv
Under 2013 påbörjade Ikea föra upp ett varuhus i Rugvica, det första i Kroatien och forna Jugoslavien. Varuhuset planeras stå färdigt under 2014[uppföljning saknas] och med en beräknad arbetsstyrka på omkring 300 personer kommer det att utgöra en av de större arbetsgivarna i kommunen.  

### Fotnoter
1. 1 2 3 4  ”Census of Population, Households and Dwellings 2011, First Results by Settlements” (på engelska och kroatiska) ( PDF). Kroatiska statistiska centralbyrån. Arkiverad från originalet den 19 augusti 2014. https://web.archive.org/web/20140819030849/http://www.dzs.hr/Hrv_Eng/publication/2011/SI-1441.pdf. Läst 10 mars 2014.
2. ↑  Rugvica.hr - Kommunen Rugvicas officiella webbplats (kroatiska)
3. 1 2 3  Ikea.hr Arkiverad 10 mars 2014 hämtat från the Wayback Machine. (kroatiska)